# Aggersund
Aggersund är ett sund i Limfjorden i Danmark. Det ligger i Vesthimmerlands kommun i Region Nordjylland, i den norra delen av landet, 250 km nordväst om Köpenhamn. I sundet ligger ön Borreholm. På norra sidan sundet ligger ett litet samhälle med samma namn och Danmarks största vikingaborg, Aggersborg. 